# Gare de Lodelinsart
Ne doit pas être confondu avec gare de Lodelinsart-Ouest.
La gare de Lodelinsart est une gare ferroviaire belge de la ligne 140 d'Ottignies à Marcinelle, située à Lodelinsart sur le territoire de la commune de Charleroi en province de Hainaut. 
C'est une halte voyageurs de la Société nationale des chemins de fer belges (SNCB) desservie par des trains du réseau suburbain de Charleroi (ligne S61).

## Histoire

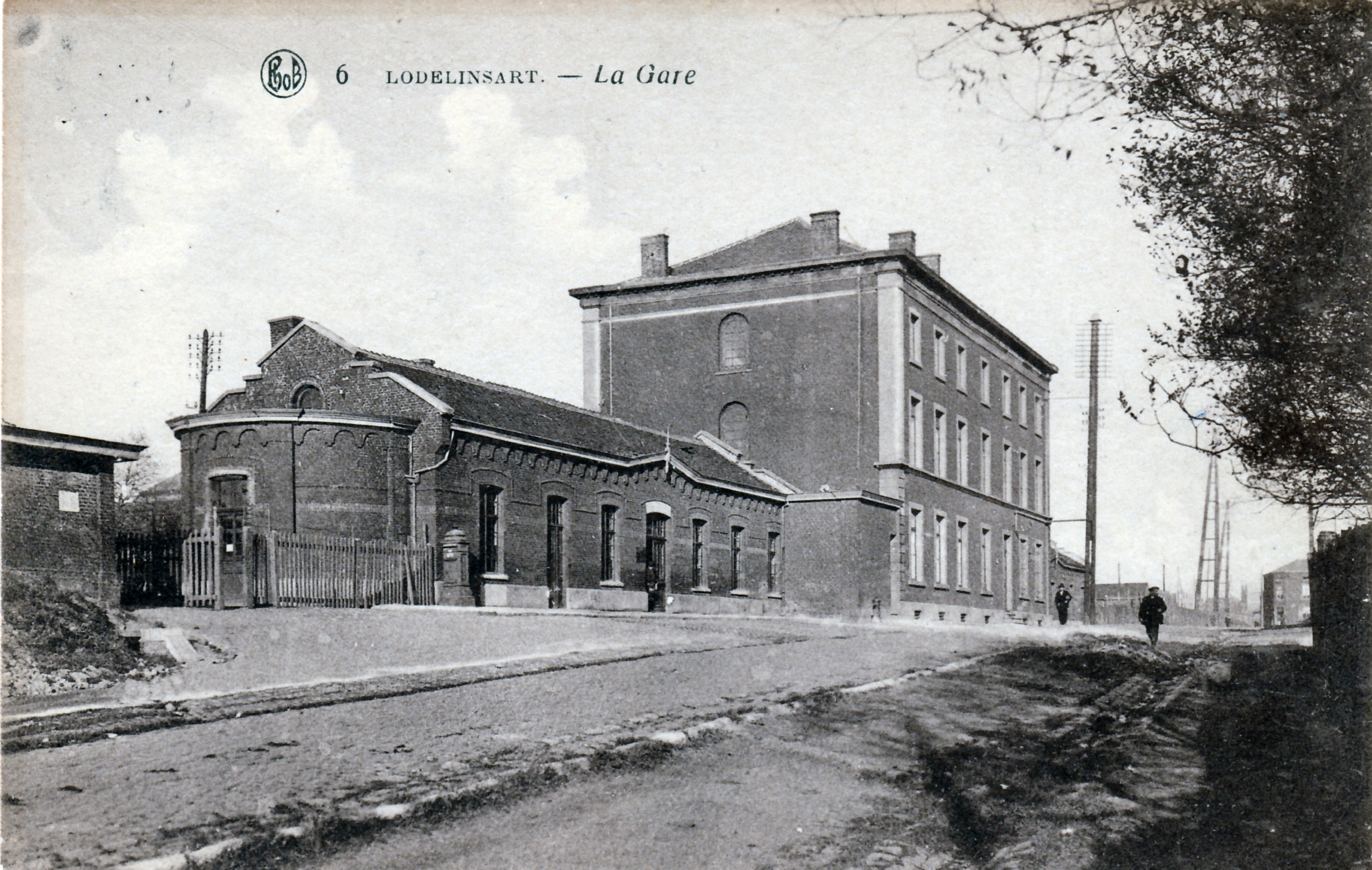
Gare de Lodelinsart et immeuble administratif au début du XXe siècle.

La gare de Lodelinsart est mise en service le 14 août 1855 lorsque la Compagnie du chemin de fer de Charleroi à Louvain ouvre à l'exploitation la section d'Ottignies à Charleroi (Ouest).
La compagnie Charleroi-Louvain construit des bâtiments identiques à Ligny, Lodelinsart ainsi qu'une gare plus grande du même style à Fleurus. 
Ces bâtiments symétriques étaient constitués d'une seule partie sous bâtière à faible pente comptant sept travées et une corniche en mitre au dessus de la travée centrale. Construites en briques, elles avaient une frise décorée de bandes lombardes ainsi que des larmiers au dessus des arcs bombés des percements, prolongés par un bandeau étroit sur toute la façade. Les pignons percés d'un oculus étaient munis d'un rampant en pierre interrompu au centre par un redent décoratif. La gare se verra adjoindre une petite annexe en demi-lune près du pignon.
La gare de Lodelinsart abritait le siège de la compagnie dans un grand bâtiment néo-classique à trois étages de sept travées sous toit en croupe. Un deuxième bâtiment qui semble identique à la première gare est visible de l'autre côté de ce massif édifice qui abritera les services administratifs du Grand Central Belge.
Une remise à locomotives se trouvait à Lodelinsart, assurant notamment la traction des trains de charbon et la production des usines avoisinantes. 
Au fil du temps, la gare perdit de son importance et sera démolie en 1955. La fin de l'usine Glaverbel en 1965 mit fin au dernier grand trafic de Lodelinsart. Les voies de garage céderont l'une après l'autre la place à un vaste terrain vague.
Un nouveau bâtiment de gare, de taille plus modeste, est créé en 1969. Malgré cela, la perte d'importance se poursuit et provoque la fermeture des guichets en 1981, redevenant une simple halte.

### Le dépôt de locomotives
Lodelinsart était une des grandes remises du temps du Grand Central Belge, avec Walcourt, Louvain et Aarschot.
En 1885, les 5,5 hectares de la gare de Lodelinsart voyaient passer de 1000 à 3000 wagons par jour sur près de 15 000 m de voies.
La remise abritait 74 locomotives et le service de nuit était déjà relativement important pour l'époque.
Afin de remplacer le gaz pour l'éclairage de cas vastes installations, l'ingénieur du Grand Central, Maurice Urban, mit au point l'un des premiers éclairages électrique dans les grandes gares belges, utilisant notamment des lampes à incandescence.
À partir de 1897, les Chemins de fer de l’état belge puis la SNCB, déplaceront progressivement vers la ville basse les locomotives abritées à Lodelinsart.  

## Service des voyageurs

### Accueil
Halte SNCB, c'est un point d'arrêt non géré (PANG) à entrée libre doté d'un automate pour la vente de titres de transports. La traversée des voies s'effectue par le passage à niveau routier.

### Desserte
Lodelinsart est desservie par des trains Suburbains (S61) et Touristiques (ICT) de la SNCB qui effectuent des missions sur la ligne 140 (Charleroi-Central - Ottignies).
La desserte est constituée de trains S61 reliant toutes les heures Jambes à Wavre via Namur, Charleroi-Central et Ottignies, renforcés en semaine par trois trains S61 supplémentaires de Charleroi-Central à Ottignies, le matin, qui effectuent le trajet inverse en fin d’après-midi.

## Comptage voyageurs
Le graphique et le tableau montrent le nombre de passagers qui en moyenne embarquent durant la semaine, le samedi et le dimanche.
| Nombre de voyageurs qui embarquent à la gare de Lodelinsart | Nombre de voyageurs qui embarquent à la gare de Lodelinsart | Nombre de voyageurs qui embarquent à la gare de Lodelinsart | Nombre de voyageurs qui embarquent à la gare de Lodelinsart |
|                                                             | Semaine                                                     | Samedi                                                      | Dimanche                                                    |
| ----------------------------------------------------------- | ----------------------------------------------------------- | ----------------------------------------------------------- | ----------------------------------------------------------- |
| 1977                                                        | 120                                                         | 16                                                          | 16                                                          |
| 1978                                                        | 128                                                         | 14                                                          | 6                                                           |
| 1979                                                        | 108                                                         | 12                                                          | 16                                                          |
| 1980                                                        | 138                                                         | 18                                                          | 13                                                          |
| 1981                                                        | 70                                                          | 17                                                          | 18                                                          |
| 1982                                                        | 92                                                          | 9                                                           | 6                                                           |
| 1983                                                        | 69                                                          | 22                                                          | 29                                                          |
| 1984                                                        | 88                                                          | 11                                                          | 13                                                          |
| 1985                                                        | 60                                                          | 81                                                          | 27                                                          |
| 1986                                                        | 60                                                          | 7                                                           | 22                                                          |
| 1987                                                        | 62                                                          | 9                                                           | 38                                                          |
| 1988                                                        | 67                                                          | 11                                                          | 25                                                          |
| 1989                                                        | 76                                                          | 10                                                          | 25                                                          |
| 1990                                                        | 66                                                          | 10                                                          | 16                                                          |
| 1991                                                        | 68                                                          | 17                                                          | 13                                                          |
| 1992                                                        | 70                                                          | 11                                                          | 14                                                          |
| 1993                                                        | 73                                                          | 6                                                           | 13                                                          |
| 1994                                                        | 66                                                          | 11                                                          | 18                                                          |
| 1995                                                        | 53                                                          | 22                                                          | 12                                                          |
| 1996                                                        | 79                                                          | 3                                                           | 20                                                          |
| 1997                                                        | 64                                                          | 13                                                          | 14                                                          |
| 1998                                                        | 58                                                          | 4                                                           | 10                                                          |
| 1999                                                        | 65                                                          | 4                                                           | 7                                                           |
| 2000                                                        | 88                                                          | 30                                                          | 16                                                          |
| 2001                                                        | 61                                                          | 12                                                          | 11                                                          |
| 2002                                                        | 50                                                          | 9                                                           | 10                                                          |
| 2003                                                        | 50                                                          | 8                                                           | 9                                                           |
| 2004                                                        | 43                                                          | 8                                                           | 6                                                           |
| 2005                                                        | 47                                                          | 12                                                          | 10                                                          |
| 2006                                                        | 45                                                          | 9                                                           | 10                                                          |
| 2007                                                        | 53                                                          | 6                                                           | 5                                                           |
| 2008                                                        | -                                                           | -                                                           | -                                                           |
| 2009                                                        | 56                                                          | 10                                                          | 17                                                          |
| 2010                                                        | -                                                           | -                                                           | -                                                           |
| 2011                                                        | -                                                           | -                                                           | -                                                           |
| 2012                                                        | 100                                                         | 39                                                          | 22                                                          |
| 2013                                                        | 127                                                         | 17                                                          | 23                                                          |
| 2014                                                        | 80                                                          | 10                                                          | 23                                                          |
| 2015                                                        | 95                                                          | 28                                                          | 33                                                          |
| 2016                                                        | 80                                                          | 21                                                          | 12                                                          |
| 2017                                                        | 121                                                         | 38                                                          | 23                                                          |
| 2018                                                        | 99                                                          | 18                                                          | 32                                                          |
| 2019                                                        | 107                                                         | 25                                                          | 17                                                          |
| 2020                                                        | 67                                                          | 16                                                          | 17                                                          |
| 2021                                                        | -                                                           | -                                                           | -                                                           |
| 2022                                                        | 127                                                         | 26                                                          | 36                                                          |
| 2023                                                        | 177                                                         | 36                                                          | 52                                                          |
| 2024                                                        | 161                                                         | 55                                                          | 62                                                          |